# Fangatau (atolón)
Fangatau es un atolón de las Tuamotu en la Polinesia Francesa. Está situado al este y al centro del archipiélago, a 900 km al noreste de Tahití. Es un atolón pequeño de 8 km², con una laguna interior sin ningún paso al océano. La villa principal es Teana, con una población total de 150 habitantes que viven principalmente de la producción de copra. Dispone de un gran monumento en honor a la Madre de Dios.
El atolón fue descubierto por Bellinghausen en 1820. Otros nombres históricos son: Marupua y Araktchev.

## Comuna de Fangatau
La comuna de Fangatau incluye también la comuna asociada de Fakahina. Son dos atolones pequeños, aislados y poco poblados.

### Fakahina
Fakahina es un atolón situado a 75 km al este de Fangatau. La superficie total es de 8 km², con una laguna interior sin ningún paso directo al océano. La villa principal es Tarione, y la población total es de 155 habitantes. Antiguamente era un lugar utilizado para hacer sacrificios humanos.
El atolón fue descubierto por Otto von Kotzebue en 1824. Otros nombres históricos son: Fangahina y Predpiatié.